# 范学辉
范学辉（1970年—2019年11月13日），山东栖霞市枣林人，中国学者。著有《宋代三衙管军制度研究》、《宋太宗皇帝实录校注》等。

## 生平
1977年入讀本村的棗林小学，1982年在隔壁的徐村聯合中學就讀。那是亭口镇的一所同片（乡镇下的一级单位）十几个村联办的农村初中。1985年在邻镇臧家庄镇的臧家庄村讀高中，离棗林有十三四里的公路，学校全名“栖霞县第三中学”，那是一所典型的农村高中。
1988年考入山东大学历史系，1992年获历史学学士学位，1995年获历史学硕士学位，后入山东工业大学社科系工作。2001年在山东大学历史文化学院获历史学博士学位，旋即留院工作在《文史哲》杂志兼任编辑，历任讲师、副教授，2007年升任教授。
2019年11月13日凌晨，范学辉因病医治无效在济南去世，享年50岁。